# Dekanat Połonne
Dekanat Połonne – jeden z ośmiu dekanatów katolickich w diecezji kamienieckiej na Ukrainie.
Inne dekanaty to:
- Bar
- Chmielnik
- Gródek
- Kamieniec Podolski
- Murafa
- Tomaszpol
- Winnica

## Parafie
- Annopol – parafia pw. Najświętszego Serca Pana Jezusa
- Berezdów – parafia pw. Niepokalanego Poczęcia Najświętszej Maryi Panny
- Biłohirja – parafia pw. św. Wincentego Pallottiego
- Burtyn – parafia pw. Matki Bożej Częstochowskiej
- Cmówka[1] – parafia pw. Przemienienia Pańskiego
- Czernijówka – parafia pw. Niepokalanego Poczęcia Najświętszej Maryi Panny
- Horodniawka (rejon szepetowski) – parafia pw. św. Zygmunta Gorazdowskiego
- Horodyszcze – parafia pw. Matki Bożej Fatimskiej
- Jampol – parafia pw. Przemienienia Pańskiego
- Kuniów – parafia pw. Wniebowzięcia Najświętszej Maryi Panny i św. Michała Archanioła
- Mała Radohoszcz – parafia pw. Najświętszego Serca Pana Jezusa
- Maraczówka – parafia pw. Miłosierdzia Bożego
- Nityszyn – parafia pw. Matki Bożej Częstochowskiej
- Nowosielnica – parafia pw. Matki Bożej Fatimskiej
- Paszuki[2] – parafia pw. Matki Bożej Bolesnej
- Połonne – parafia pw. św. Anny w Połonnem
- Poninka – parafia pw. Bożego Miłosierdzia
- Sławuta – parafia pw. św. Doroty
- Szepetówka – parafia pw. Podwyższenia Krzyża Świętego
- Zasław – parafia pw. św. Józefa
- Żuków – parafia pw. Wszystkich Świętych